# AV Merzhausia Freiburg
Die Akademische Verbindung Merzhausia (kurz: AV Merzhausia) ist eine farbentragende, nichtschlagende, verbandsfreie Damenverbindung in Freiburg im Breisgau. Sie bezeichnet sich als politisch und konfessionell neutral. Sie vereint Studentinnen und Alumnae der Albert-Ludwigs-Universität Freiburg.

## Geschichte
Sie wurde am 14. Dezember 1982 durch vier Freiburger Studentinnen gegründet und ist damit die älteste durchgehend aktive Damenverbindung im deutschsprachigen Raum und die einzige rein weibliche Studentenverbindung in Freiburg. Mitglied kann jede Studentin einer Freiburger Hochschule werden.
Bei der Gründung wurde sich an den bestehenden männlichen Verbindungen und den von ihnen praktizierten studentischen Traditionen orientiert. Jedoch war es den Mitgliedern der Merzhausia wichtig dieses Brauchtum nicht „unkritisch“ nachzuahmen, sondern diese „an sich anzupassen“. Daher tragen sie statt eines Bandes „eine Schleife“, sie trinken bei offiziellen Veranstaltungen „kein Bier, sondern Sekt oder Wasser“ und fechten nicht; d. h. nichtschlagend.
Im Juni 2022 feierten sie ihr 40. Stiftungsfest.

## Bezeichnung, Couleur und Wahlspruch
Im Gegensatz zum Sprachgebrauch von männlichen Studentenverbindungen werden die Mitglieder als Dame (analog Bursche) und Hohe Dame (analog Alter Herr) tituliert. Der Begriff Fux für die jüngsten Mitglieder wurde aber übernommen.
Die Verbindungsfarben der Damen sind blau-gold-rot in Form einer Schleife. Die Füxe tragen eine zweifarbige Schleife in blau-gold.
Der Wahlspruch lautet Freundschaft, Toleranz und Spontaneität!

## Konstante
Seit 2015 haben sie ihre Konstante im Keller der Turnseestraße 24.

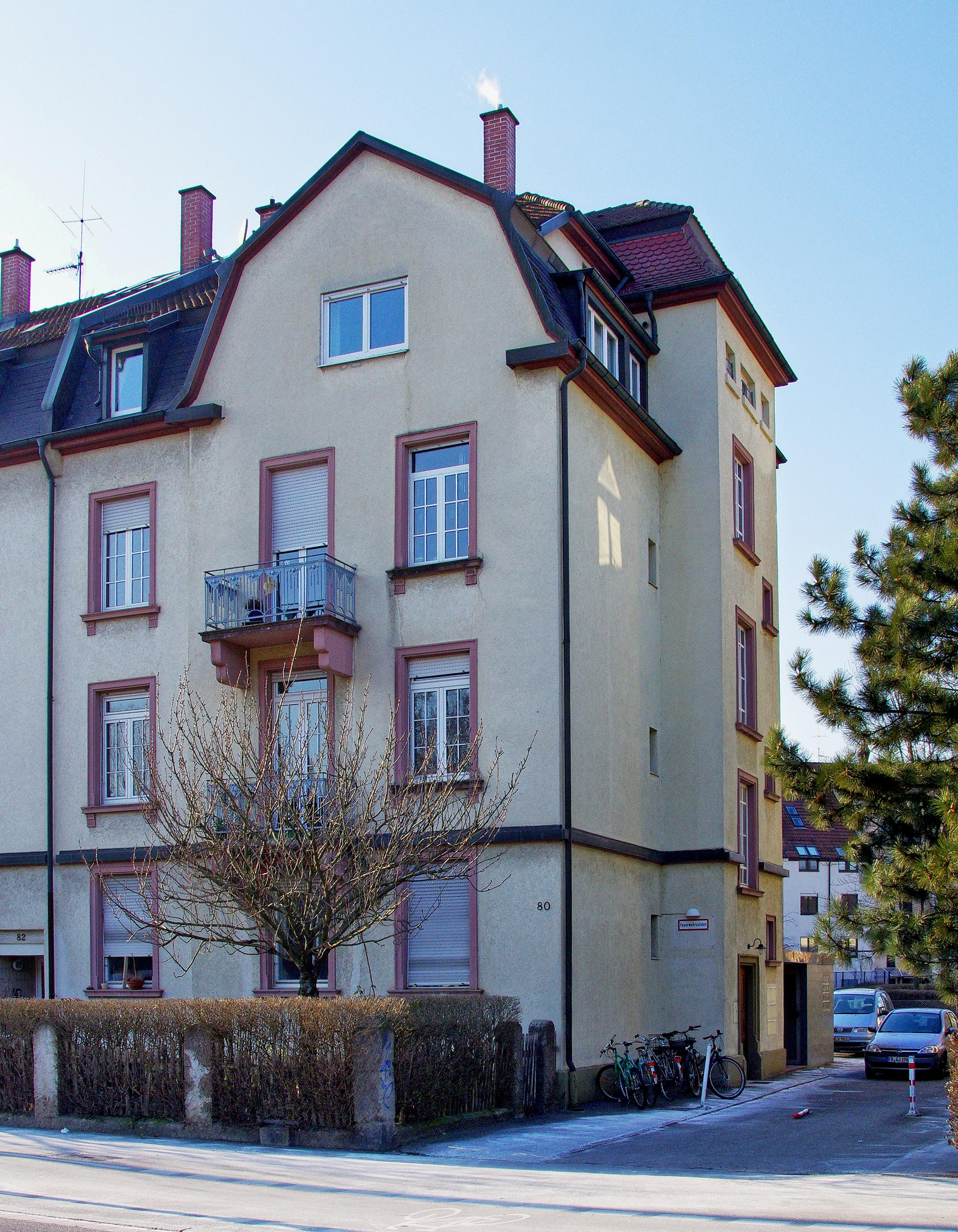
Sitz der Merzhausia #